# Protea intonsa
Protea intonsa (лат.) — кустарник, вид рода Протея (Protea) семейства Протейные (Proteaceae), эндемик Южной Африки.

## Таксономия
Вид был впервые описан южноафриканским ботаником Джоном Патриком Рурком в 1971 году на основе образца, который он собрал в 1967 году в местном муниципалитете Оудсхорн на скалистых юго-восточных склонах Маннетджисберга на высоте 1500 м. Изотип оригинальной коллекции Рурка находится в гербарии Кью. P. intonsa был классифицирован Тони Ребело в 1995 году в секции Protea Crinitae наряду с P. foliosa, P. montana и P. vogtsiae

## Ботаническое описание
Protea intonsa — небольшой сильноразветвлённый куст высотой до 30 см. Это бесстебельный кустарник, имеющий вид невысоких пучков диаметром 30–61 см. Стебли (корневища) растут под землёй и имеют характерную чешуйчатую кору. Это долгоживущий вид. Листья линейные, узкие и слегка сизые. Соцветия представляют собой специализированные структуры, называемые антодием, также известные как цветочные головки, содержащие сотни редуцированных цветков. Эти соцветия окружены лепестковидными отростками, известными как «обволакивающие прицветники». Эти прицветники имеют бледно-зелёный или зеленовато-белый основной цвет, окрашенный кармином. Края прицветников тускло-карминовые, за исключением вершины, которая покрыта 7-мм белой бородой из волосков. Это однодомный вид, оба пола встречаются в каждом цветке. Цветёт в конце весны, с сентября по ноябрь.
Protea intonsa похожа на P. vogtsiae в секции Crinitae, оба являются карликовыми кустарниками с подземными стеблями, и имеет листья, похожие на P. montana, более крупное растение, образующее на земле ковровое покрытие, с сильно разветвлёнными стеблями, растущими на земле.

## Распространение и местообитание
Protea intonsa является эндемиком юго-западной части Капской области Южной Африки, где вид встречается на юге области на границе Западно-Капской и Восточно-Капской провинций. Встречается в восточных горах Свартберг, Камманасси и Бавиаансклоф. Он встречается на Маннетджисберге, самой высокой горе в горах Камманасси. Вид часто пространственно распределён как изолированные популяции редкорасположенных растений. Растёт на сухих, открытых горных склонах на высоте от 1000 до 1600 м над уровнем моря. Было обнаружено, что он встречается только в финбоше, иногда в высоких горах, или в травянистых финбошах. Произрастет на песчаниковых почвах, но около Канго в Звартберге встречается на конгломератах.

## Биология
Одни источники утверждают, что периодические лесные пожары уничтожают взрослые растения, но семена при этом могут выживать, тогда как более новый источник утверждает, что растения выживают при пожарах, будучи способными восстанавливаться из подземных стеблей. Цветки опыляются грызунами. Семена сохраняются в старом, сухом, огнестойком побеге на растении в течение двух лет и, когда они, наконец, высвобождаются после пожаров, семена разносятся ветром.  

## Охранный статус
Хотя ареал вида очень ограничен, ему ничего не угрожает. Южноафриканский национальный институт биоразнообразия в 2019 году оценил охранный статус видов, внесённых в Красный список южноафриканских растений, как «наименее опасные». Впервые эта оценка была проведена той же организацией в 2009 году. не находится под угрозой исчезновения.
Популяция находится под защитой природного заповедника Камманасси. 